# カシシ
カシシ（ブラジルポルトガル語：Caxixi）とは細い木で編んだ入れ物の中に、小石や豆、木の実などを入れて演奏する打楽器。
アフリカ、南アメリカが発祥地であり、「カシシ」というのはブラジルでの呼び名であるが、日本ではブラジル音楽やカポエイラ(カポエィラ)などを通じて、この名称が一般的に使われている。
素材や大きさ、色、形などは実に様々な種類があるが、主な形状としては、細めの木で編み込まれた縦長の本体の上に、木製の持ち手がついたもの。中に入れる物の種類や木の素材などで音が変わるため、製作については奥の深い楽器といえる。
主に振って演奏し、振ると乾いた音がする。カポエイラではビリンバウと共に演奏する。西アフリカでは歌い手によって、しばしばドラマーと共に用いられる。